# الرسالة إلى أهل فيلبي
الرسالة إلى أهل فيلبي هي إحدى رسائل العهد الجديد التي تنسب إلى الرسول بولس، وبحسب التقليد فأن بولس قام بكتابتها أثناء وجوده في السجن في روما ما بين 61م إلى 62م، فتكون بذلك قد كتبت في وقت متزامن مع الرسالة إلى أهل كولوسي و‌الرسالة إلى فليمون و‌الرسالة إلى أهل أفسس. الرسالة موجهة من بولس و‌تيموثاوس إلى كنيسة مؤمني فيلبي بما فيهم الأساقفة والخدام.

## لمحة عن مدينة فيلبي
كان لمدينة فيلبي أهمية كبيرة بالنسبة للرومان بسب موقعها المميز القريب نسبيا من البحر ولخصوبة الأراضي حولها واحتواءها على مناجم للذهب والفضة، وكانت تدعى سابقا كرينيدس Krenides بمعنى «الآبار» أو «ينابيع المياه» ولكنها سميت لاحقا فيلبي نسبة لوالد الإسكندر الكبير الملك فيليب الثاني المقدوني الذي نجح بضمها للمملكته عام 356 ق.م، ثم استولى عليها الرومان وجعلوها مستعمرة رومانية وفي أيام الإمبراطور أوغسطس قيصر منحت فيلبي صفة «كولونية» أي أنها أصبحت من المستعمرات الرومانية الحرة يتمتع سكانها بذات الحقوق التي يتميز بها سكان روما، فأصبحت فيلبي مدينة رومانية أكثر منها يونانية يتكلم سكانها اليونانية واللاتينة ويدينون بالديانة الوثنية.

## المسيحية في فيلبي
بحسب سفر أعمال الرسل فقد ظهرت رؤيا لبولس أثناء الليل حيث ظهر له رجل مكدوني قال له «أعبر إلى مكدونية وأعنا» ، فذهب بولس إلى هناك حالا إلى مدينة فيلبي فقد كانت أول مدن مقاطعة مكدونية  وكان برفقته لوقا وتيموثاوس، وهناك اعتنق عدد من سكان فيلبي المسيحية على أيديهم مثل ليديا بائعة الإرجوان فأصبحت فيلبي أول مدينة تقبل المسيحية في أوروبا ، وبالمجمل زار بولس هذه المدينة مرتين خلال رحلته التبشيرية الثالثة  حوالي عام 57 – 58 م وعندما سجن في روما أرسلت كنيسة فيلبي أحد أبناءها المسمى أبفرادتس لكي يوصل له معونة مالية ويمكث معه ليخدمه.

## محتوى الرسالة
نستطيع أن نحدد ملامح هذه الرسالة في النقاط التالية:
- الإصحاح الأول: تعبير كاتب الرسالة عن المشاعر الطيبة التي يكنها لهذه الكنيسة.
- الإصحاح الثاني: الاقتداء بتواضع المسيح، ودعوة بولس كنيسة فيلبي لاستقبال تيموثاوس الذي سوف يرسله إليهم لكي يطمئن على أحوالهم.
- الإصحاح الثالث: السعي للمسيح قبل كل شيء.
- الإصحاح الرابع: نصائح ختامية وشكر الفلبيين على عطاياهم.

## مواضيع ذات صلة
- الاختلافات النصية في رسالة فيلبي
- بولس